# The Client List (série de televisão)
The Client List, em português A lista de clientes, é uma série norte-americana, produzida e exibida pela Lifetime desde abril de 2012, no Brasil este mesmo é exibido no canal Sony. Na TV aberta a transmissão foi iniciada pela Rede Globo em 16 de fevereiro de 2016. A série foi criada por Suzanne Martin. O seriado é baseado em um filme de televisão homônimo. No dia 1 de novembro de 2013, o seriado foi cancelado após duas temporadas.

## História
Riley Parks é uma simples dona de casa que reside no Texas com o marido Kyle e seus dois filhos, Travis e Katie, porém em um dia, Kyle abandona sua família sem explicações, após ficar desempregado. Com a responsabilidade de sustentar a casa e os filhos sozinha, Riley consegue um cargo em um spa localizado em Sugar Land. No entanto, ela não esperava que o local, na verdade, é um bordel de prostituição de luxo as escondidas, onde a lista de clientes é feita por sua chefe Georgia, que seleciona homens afortunados. Aos poucos, as situações na vida de Riley começam a dar errado e sem dinheiro, aceita os trabalhos da lista de extras do estabelecimento, assim começa a ganhar muito, consegue pagar a casa e ter uma vida melhor com sua família.

## Elenco
- Jennifer Love Hewitt - Riley Parks
- Loretta Devine - Georgia Cummings
- Colin Egglesfield - Evan Parks
- Cybill Shepherd - Linette Montgomery
- Rebecca Field  - Lacey Jean
- Brian Hallisay - Kyle Parks
- Alicia Lagano - Selena Ramos
- Tyler Champagne - Travis Parks
- Cassidy Guetersloh - Katie Parks
- Kathleen York - Jolene
- Naturi Naughton - Kendra
- Elisabeth Röhm - Taylor Berkhalter
- Tammy Townsend - Karina Lake
- Jaden Betts - Ethan
- Rob Mayes - Derek Malloy
- Greg Grunberg - Dale Locklin
- Laura-Leigh - Nikki Shannon

## Controvérsia
The Client List foi objeto de uma vasta campanha por massagistas licenciados que pediam para parar a apresentação do seriado antes de ir ao ar. O grupo "Massagistas Terapeutas Contra The Client List", afirma que: 
"The Client List é uma série que perpetua o equívoco de que a massagem terapêutica inclui o contato sexual inapropriado. Massagens terapêuticas são treinadas por profissionais de saúde e na maioria dos estados são licenciadas e reguladas por conselhos médicos estatais. Eles aderem a um código de ética e em alguns casos estão sob padrões mais elevados de ética do que outros profissionais de saúde - por causa desses mesmos equívocos. Muitos terapeutas estão agora trabalhando em escritórios e hospitais médicos e fornecendo valiosas serviços terapêutica. The Client List é um enorme passo para trás."
A A&E respondeu à controvérsia com o seguinte comunicado à imprensa: "Agradecemos os seus comentários sobre a nova série da Lifetime Television direito, The Client List. Por muitos anos, a televisão Lifetime tem explorado a complexidade da vida das mulheres e suas histórias através de ficção e não-ficção em filmes, séries e programas. The Client List é uma história fictícia sobre as experiências de uma mãe solteira e como ela inesperadamente enfrenta circunstâncias económicas desastrosas. A série também possui uma ampla gama de personagens com pontos de vista alternativos que fazem escolhas diferentes. The Client List não se destina a representar qualquer entidade de spa ou massagem específica, nem de qualquer maneira humilhar ou menosprezar a massagem terapêutica profissional e seus benefícios e contribuições para a indústria da saúde e bem-estar."